# Bakoye

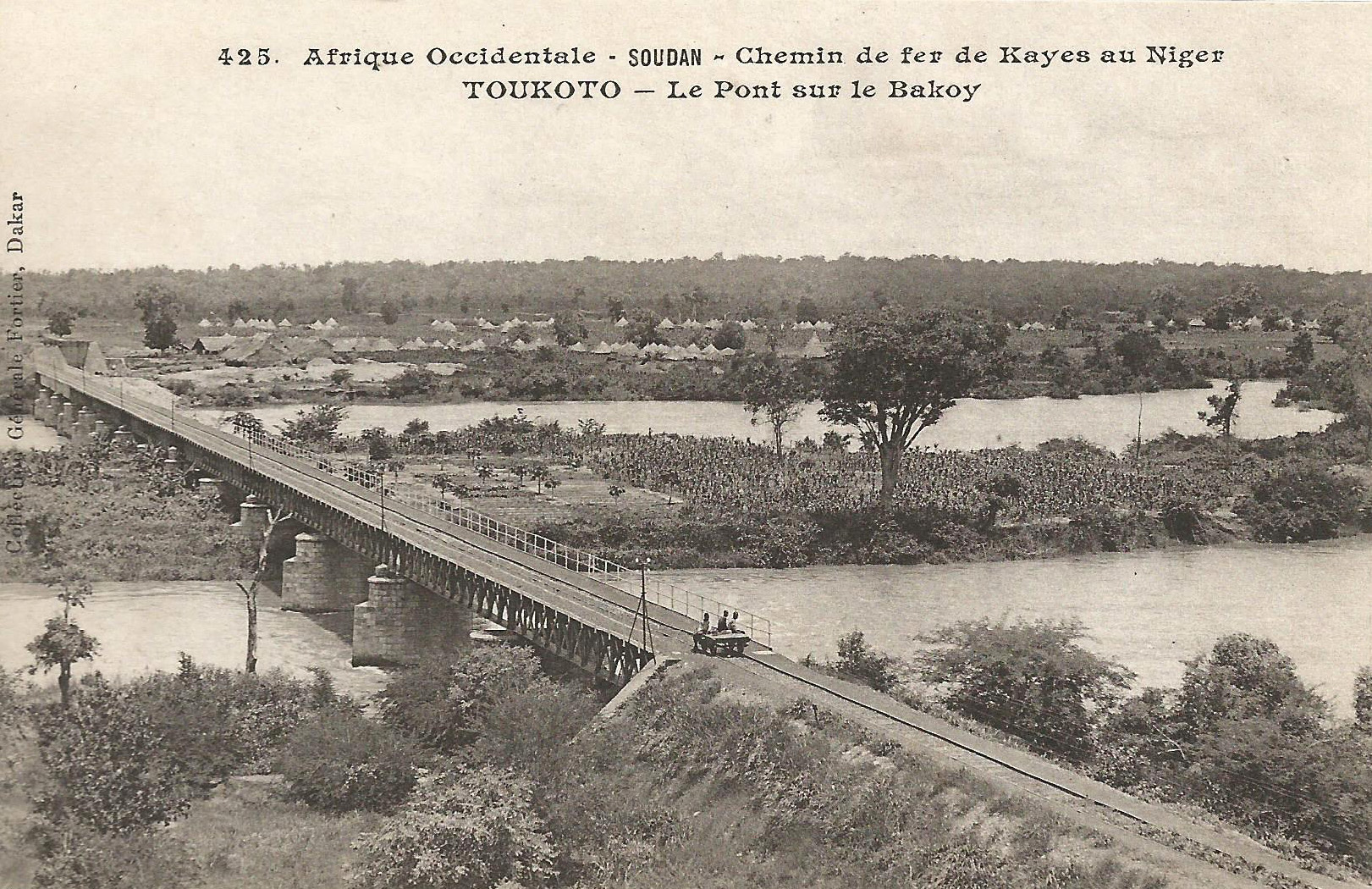
Most nad Bakoye w Toukoto

Bakoye – rzeka w Afryce Zachodniej: w Gwinei i Mali. Jej źródła znajdują się na wyżynie Futa Dżalon. Płynie na północ, gdzie stanowi granicę gwinejsko-malijską i gdzie wpada do niej Baoulé – jej najdłuższy dopływ. Bakoye spływa następnie na zachód, gdzie nieopodal miasta Bafoulabé, zbiega się z Bafing tworząc Senegal. Długość rzeki wynosi około 400 km, a powierzchnia jej dorzecza obejmuje 85 600 km². W przeszłości znajdywano w niej złoto.